# Христина Крахельська

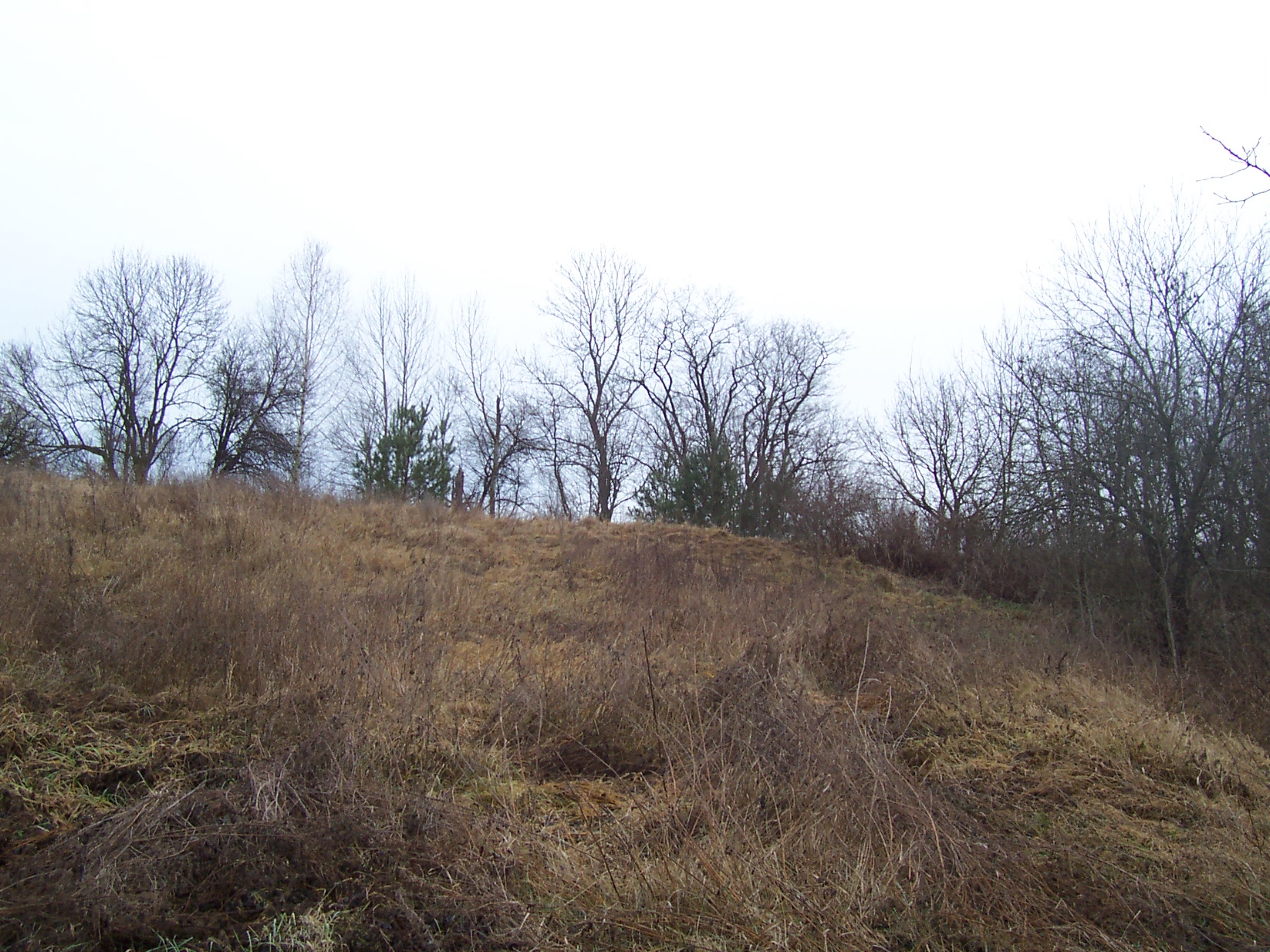
Місце, де був маєток родини Крагельських, у Мазурках

Кристина Крагельська (пол. Krystyna Krahelska; 24 березня 1914 — 2 серпня 1944) — польська етнографка-фольклористка, поетеса, учасниця Опору, племінниця Ванди Крагельської-Філіпович.

## Родина
Кристина Крагельська народилася 1914 року в сім'ї інженера Яна Крахельского і біологині Яніни Бури, у сімейному маєтку Мазурки Барановицького повіту Мінської губернії. Сім'я дотримувалася ліво-соціалістичних поглядів: її сестра Галина, письменниця, есерка — учасниця жовтневого перевороту більшовиків; двоюрідна сестра Ванда, художниця, польська соціалістка — учасниця замаху на варшавського генерал-губернатора Скалона.
Згодом обидві брали участь у польському русі Опору: Ванда — одна з організаторок Комітету допомоги євреям, Галина — учасниця Варшавського повстання, загинула в концтаборі Равенсбрюк.

## Юність
У 1928—1932 роках Кристина Крагельська перебувала у складі організації харцерів (польських скаутів), де була обрана командиром загону зухів (скаутів молодшого віку). У 1931 році брала участь у зльоті слов'янських скаутів в Празі. У 1932 році закінчила гімназію імені Ромуальда Траугутта в Бересті і тоді ж вступила до Варшавського університету, де на гуманітарному факультеті вивчала історію, географію та етнографію, зокрема у Цезарії Бодуен де Куртене. Досліджувала білоруський фольклор, виконувала фольклорні пісні на варшавському і віленському радіо.
У 1936—1937 роках Крагельська позувала Людвіці Нітшовій, що створювала пам'ятник польській русалці. Скульпоторка описала Крагельську як «високу, сильну дівчину слов'янського, а точніше польського типу краси». Вона прийняла пропозицію скульптора, але не афішувала цей факт серед друзів. Однак обличчя русалки — це не її обличчя, а скульптура почала асоціюватися з Крагельською після війни, коли скульпторка розкрила її ім'я в одному з інтерв'ю.
У 1939 році захистила магістерський диплом під назвою: «Етнографічна монографія про село Мазурки, Барановицького повіту Новогрудського воєводства».

## Участь в русі Опору
Під час окупації у вересні 1939 року жила, головним чином, в окупованих Варшаві й Пулавах, працювала лаборанткою на агрономічному факультеті Варшавського університету (Instytucja Gospodarstwa Wiejskiego) та Національному інституті сільського господарства в Пулавах, а також разом з матір'ю — у шпиталі свого батька у Влодаві.
З грудня 1939 року Кристина Крагельська входила до підпільної Армії Крайової (псевдонім «Данута»). У січні 1943 року для бійців полку АК «Baszta» («Вежа»), сформованого в харцерських колах варшавського району Жолібож,  написала пісню «Hej, chłopcy, bagnet na broń!» («Гей, хлопці, примкнути багнети!»). Пісня була тоді ж виконана під час підпільного концерту на квартирі творця полку поручика Людвіка Бергера (згодом загинув) і опублікована в підпільному журналі «Bądź Gotów» («Будь готовий»), потім неодноразово передруковувалася в повстанських виданнях. Ця пісня здобула велику популярність і стала одним з музичних символів Варшавського повстання 1944 року.
Була офіцеркою зв'язку та кур'єркою для спеціальних запитів у Новгородській області. Вона носила зброю, навчалася санітарії, а в 1943—1944 роках працювала медичною сестрою в лікарні «Повіат» у Влодаві. Будучи медсестрою, вона ходила до партизанських підрозділів і навчала дівчат санітарної служби.

## Участь у повстанні і загибель
З травня 1944 року перебувала у Кракові, а в середині липня 1944 року знову повернулась до Варшави. Під час Варшавського повстання працювала санітаркою 1108-го взводу (командир взводу Кароль Врублевський, відомий також як «Wron») 3-го ескадрону 1-го дивізіону «Олень» пол. „Jeleń” 7-го полку Люблінських уланів Армії Крайової під псевдонімом «Данута». В годину початку повстання (о 17 годині 1 серпня 1944 року) її взвод почав штурм Будинку Друку за адресою вул. Marszałkowska 3/5. Штурм виявився невдалим, взвод відступив на Мокотовське поле.
Крагельська винесла з поля бою двох поранених, після чого сама була важко поранена трьома кулями в груди і залишилася лежати під обстрілом на Мокотовському полі. Її винесли лише з настанням темряви. Кристину Крагельську прооперували в повстанській лікарні на вул. Польна 34, але до четвертої години ранку 2 серпня вона померла. Посмертно нагороджена Хрестом Тих, що Борються.
Похована в саду будинку у Варшаві за адресою вул. Польна 36. Після війни її тіло було ексгумовано та перенесено на кладовище у Служеві на вул. Ренети. Перша строфа її пісні «Hej, chłopcy, bagnet na broń!» («Гей, хлопці, примкнути багнети!») була вигравірована на надгробку.

## Вшанування

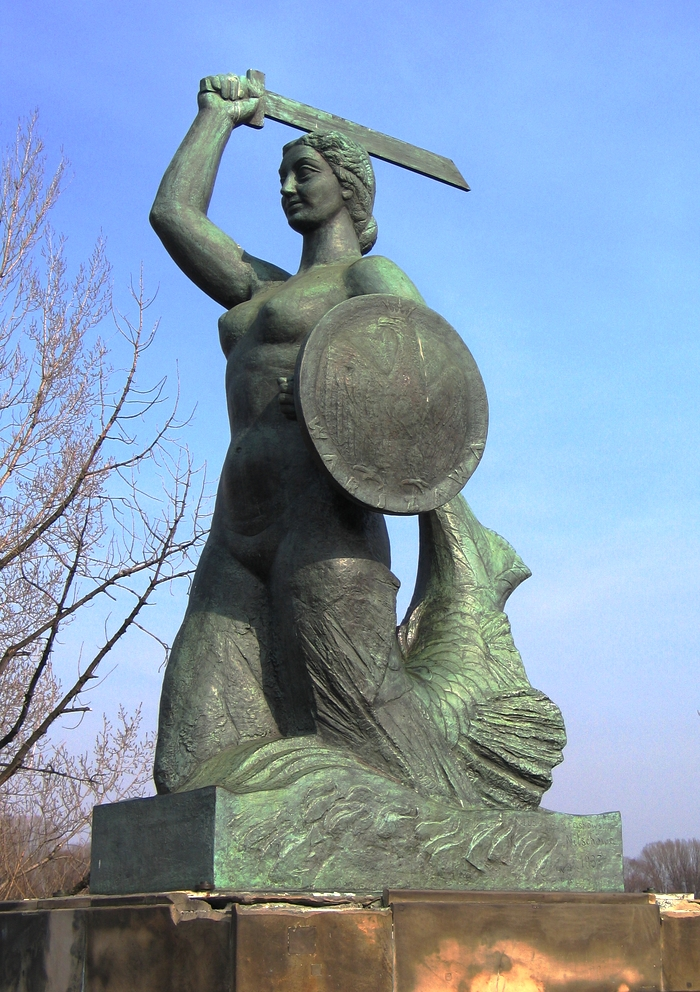
Пам'ятник Варшавській русалці з лицем Кристини Крагельської.

Кристина Крагельська стала прообразом для пам'ятника Варшавської русалці, відкритого у Варшаві в 1938 році. Він створений видатною польською скульпторкою Людвікою Нітшовою.